# Khuyến nông Việt Nam
Khuyến nông Việt Nam là các hoạt động, chính sách khuyến khích phát triển nông nghiệp ở Việt Nam. Khuyến nông Việt Nam có lịch sử phát triển từ lâu đời gắn liền với lịch sử nông nghiệp Việt Nam.

## Thời kỳ phong kiến

### Truyền thuyết

#### Khuyến nông trồng lúa
Hoạt động Khuyến nông ở Việt Nam được khởi nguồn từ những huyền thoại trong buổi bình minh của lịch sử, khi các Vua Hùng dựng nước Văn Lang. Thời kỳ ấy, Vua Hùng Vương đã dạy dân xã Minh Nông (Vĩnh Phúc ngày nay) cấy lúa, người dân nơi đây đã biết trồng lúa theo mực nước thủy triều lên xuống, ít lâu sau cây lúa trở thành cây trồng chủ lực của vùng này.
Truyền thuyết kể rằng: "Thời xưa nhân dân chưa biết cày, cấy làm ra thóc gạo mà ăn, chỉ sống bằng thịt thú rừng, rễ cây, quả và các loại rau dại, lúa hoang nhặt được. Các vùng đất ven sông mỗi lần nước lớn dâng lên lại được phù sa bồi thêm màu mỡ. Vua Hùng thấy đất ấy tốt lắm, mới gọi dân đến bảo tìm cách đắp bờ giữ nước. Vua thấy lúa mọc hoang nhiều mới bày cách cho dân giữ hạt, gieo mạ, khi mạ lên xanh thì đem cấy vào các tràn ruộng có nước. Lúc đầu dân không biết cấy, tìm hỏi vua. Vua Hùng nhổ mạ lên, đem tới ruộng nước, lội xuống cấy cho dân xem, mọi người làm theo. Cấy tới khi mặt trời đứng bóng, Vua nghỉ tay cùng mọi người ăn uống ở dưới gốc đa lớn."
"Một hôm các con gái Vua Hùng theo dân đi đánh cá bên sông thấy chim từng đàn bay lượn khắp bãi, nhảy nhót trong đám lau cỏ, các nàng đều vui thích. Có một công chúa mải ngắm đàn chim dừng tay quăng lưới, chợt có con chim thả một bông kê rơi trên mái tóc. Công chúa đem bông kê về trình với Vua Hùng. Vua mừng cho là điềm lành, nghĩ rằng hạt này chim ăn được chắc người cũng ăn được liền bảo các Mỵ Nương ra bãi tuốt các bông kê đó đem về.
Tới mùa xuân, Vua đem các hạt kê ra bảo các công chúa gọi dân đi quải kê. Nhân dân vui mừng rước Vua ra đồng. Trống, mõ đi đầu rồi đến những người rước lúa, rước kê, Vua, các Mỵ Nương và nhân dân theo sau. Tới bến sông, Vua xuống bãi lấy que nhọn chọc lỗ để tra hạt lúa rồi lại gieo hạt kê trên bãi. Làm xong Vua cắm một cành tre để chim khỏi ăn hạt. Các Mỵ Nương làm theo Vua tra lúa, gieo kê và cắm các cành tre khắp đồng, khắp bãi". (Theo Nguyễn Khắc Xương - Truyền thuyết Hùng Vương, hồ sơ khoa học Đền Hùng năm 2003).
Nhớ ơn Vua Hùng, nhân dân tôn Vua làm tổ nghề nông, thường gọi là Thần Nông. Dựng đàn tịch điền quay lưng về hướng Tây Nam ngay trên mom đất Vua ngồi khi dạy dân cấy lúa để thờ cúng. Người Việt cổ bắt đầu thờ Thần Nông từ khi ấy.

#### Khuyến nông dâu, tằm
Công chúa Thiều Hoa, con Vua Hùng thứ 6 giúp nông dân vùng bãi sông Hồng thuộc huyện Ba Vì (Hà Nội) nghề trồng dâu, nuôi tằm, ươm tơ, dệt lụa. Truyện kể rằng công chúa là người hiền lành, xinh đẹp nhưng lại không chịu lấy chồng. Nàng từ chối ý định gả chồng của vua cha và sang sống ở trang trại khác. Nàng có biệt tài nói chuyện với chim và bướm mỗi khi vào rừng chơi. Một lần nói chuyện với bướm nâu, biết bướm nâu chỉ ăn một thứ lá dâu để đẻ ra trứng rồi nở thành sâu, nhả ra sợi vàng. Bướm đưa Thiều Hoa ra bãi dâu ven sông thấy hàng ngàn con sâu đang làm kén. Thiều Hoa xin bướm giống trứng và sâu ấy cũng như hỏi bướm cách kéo tơ rồi tìm cách đan chúng thành những mảnh, tấm nõn nà vàng tươi. Nàng đặt tên cho những tấm sợi ấy là lụa. Chính cái tên Thiều Hoa gọi bướm là ngài và giống sâu cho sợi ấy là tằm còn gọi đến ngày nay. Sau kỳ tích ấy Thiều Hoa đem truyền dạy cho mọi người trồng dâu, chăn tằm, kéo sợi, dệt lụa. Tấm lụa đầu tiên nàng đem tặng Vua cha. Hùng Vương khen ngợi con gái yêu và truyền cho dân chúng theo đó mà dệt lụa. Nhớ ơn Thiều Hoa công chúa, dân làng Cổ Đô, Vân Sa... tôn bà làm tổ sư nghề dệt lụa, làm thành hoàng làng của mình và lập đền thờ cúng hàng năm.

### Lễ hội Tịch điền
Lễ tịch điền là ngày lễ khởi đầu việc làm ruộng trong năm (Thửa ruộng nào vua thân chinh dẫm xuống cày gọi là tịch điền 籍田), mang ý nghĩa khuyến nông, được nhiều triều đại coi trọng, thực hiện hàng năm, đó là một lễ hội do nhà vua đích thân khai mạc, xuống ruộng đi cày và tế lễ cầu cho mưa thuận gió hòa.
Lễ hội Tịch điền được sử sách ghi chép lại lần đầu tiên vào năm Thiên Phúc thứ 8 (987) thời Tiền Lê, vua Lê Đại Hành cày ruộng tịch điền ở Đọi Sơn. Sử sách chép lại: Năm 987, vua Lê Đại Hành cày ruộng đã phát hiện được một hũ vàng, sau lại cày thửa ruộng khác lại được một hũ bạc. Vì thế mà những thửa ruộng này được đặt tên là "Kim Ngân điền". Chắc số vàng, bạc này do vua đã cho người chôn sẵn, nhằm khích lệ người ham cày ruộng thì có ngày sẽ "bắt được vàng". Có ý nghĩa sâu hơn nữa là: siêng năng cày cấy sẽ tạo nên của cải.
Thời nhà Lý, lễ tịch điền được coi như ngày lễ hội chính của quốc gia. Vua Lý Thái Tông trong thời gian trị vì đã nhiều lần xuống ruộng tự cầm cày trong ngày lễ hội (năm 1030, 1032, 1038, 1042), làm lễ tế Thần Nông cầu cho mưa thuận gió hòa mùa màng tươi tốt. Theo sách Việt sử lược, trang 255 có ghi: "Mùa hạ tháng 4 năm Nhâm Thân (1032), vua cày Tịch điền ở Tín Hương – Đỗ Động Giang, có nhà nông dâng vua một cây lúa chiêm có 9 bông thóc, vua xuống chiếu đổi gọi ruộng ấy là ruộng Ứng Thiên"; trang 259 ghi như sau: "Mùa xuân tháng 2 năm Mậu Dần (1038), vua ngự ra cửa Bố Hải cày ruộng Tịch điền. Vua sai hữu ty dọn cỏ đắp đàn vua thân tế Thần Nông, tế xong, vua tự cầm cày để làm lễ tự cày. Các quan tả hữu có người can rằng – Đó là việc của nông phu, bệ hạ cần gì làm thế? Vua nói: Trẫm không tự cày thì lấy gì làm xôi cúng, lấy gì cho thiên hạ noi theo? Nói xong vua đẩy cày 3 lần rồi thôi". Sử cũng ghi chép về việc cày tịch điền của vua Lý Anh Tông năm 1148.
Đời Hậu Lê năm Hồng Đức thứ 4 (1473), đầu xuân, vua và các quan cúng tế Thần Nông, làm lễ Tịch điền, nhà vua đích thân cày ruộng. Đại Việt sử ký toàn thư cũng ghi chép về các lần cày tịch điền của các vua Lê Hiến Tông năm 1499, Lê Uy Mục năm 1509, Lê Tương Dực năm 1514.
Nhà Nguyễn, đời Minh Mạng, nhằm khuyến khích người dân cày ruộng, nhà vua xuống Dụ xem việc khôi phục Lễ tịch điền (nhà vua đích thân xuống ruộng cày) là "thực là chính sự quan trọng của đấng vương giả". Minh Mạng xét lại các nghi thức cử hành đại lễ này dưới các triều đại trước và cho rằng nghi lễ còn quá giản lược, vì thế vào năm 1828, nhà vua giao cho bộ Lễ soạn thảo chu đáo các điển lễ làm thành luật lệ lâu dài, và đại lễ kéo dài 5 ngày được tổ chức hàng năm vào tháng 5 âm lịch. Trong ngày lễ tịch điền, nhà vua tự mình cầm cày 3 đường đầu tiên, rồi đến các quan và hoàng thân quốc thích cày tiếp. Vào thời này, việc tổ chức lễ tịch điền được giao cho bộ Lễ, họ kết hợp với các quan lại và chuẩn bị hết sức chu đáo. Các đời vua Tự Đức, Thành Thái, Duy Tân, Khải Định... đều tổ chức lễ Tịch điền hàng năm. Ý nghĩa của Lễ Tịch điền được vua Thiệu Trị thể hiện trong bài Thường Mậu quan canh, nhân một lần lên đài quan canh xem các quan cày ruộng:
"Chót vót lầu cao giữa khoảng không
Nhìn xa quang cảnh chốn nương đồng
Ba đường dẫn lối khuyên cày cấy
Năm tháng thương người trọng việc nông".
"Lễ tịch điền nêu cao truyền thống tốt đẹp của dân tộc Việt Nam, vua cũng như dân đều yêu mến làm việc, yêu mảnh đất sống và cần cù làm việc trên mảnh đất này. "Phi nông bất ổn" (không có nông nghiệp, xã hội không ổn định), cha ông ta ý thức được tầm quan trọng nên chính các vua chúa đã khuyến khích việc làm ruộng bằng gương sáng tự cày cấy khai mùa, các vị xem đây "thực là chính sự quan trọng của đấng vương giả", đất nước ta "tuy có cảnh tình, mây lành, chim phụng, kỳ tập, kỳ lân ra đời, chẳng bằng được mùa là điềm lành trên hết!" (lời Vua Minh Mạng). Chúng ta không phân biệt sang hèn, nhưng luôn trân trọng nhớ ơn những người "chân lấm tay bùn" làm nên lúa gạo sản phẩm nuôi sống mình, tô đẹp quá khứ và kiến tạo tương lai, xây dựng lòng tự hào của dân tộc chúng ta".
Sau Cách mạng tháng 8 năm 1945, chủ tịch Hồ Chí Minh cũng đã xuống ruộng để cày làm nức lòng nhân dân miền bắc Xã hội chủ nghĩa. Năm 2009, sau gần 100 năm ngừng tổ chức, nghi lễ này chính thức được tái hiện tại Đọi Sơn thuộc tỉnh Hà Nam vào mùng 5-7 tháng giêng, từ năm 2010 có sự tham gia của chủ tịch nước Nguyễn Minh Triết  và Trương Tấn Sang.

### Cơ quan chuyên môn
Năm 1226, nhà Trần thành lập 03 tổ chức: Hà đê sứ (lo việc phòng chống lụt, bão), Đồn điền sứ (quản lý đất đai) và Khuyến nông sứ (giúp dân phát triển sản xuất nông nghiệp)

### Chiếu Khuyến nông
Năm 1065, Lý Thánh Tông hạ chiếu khuyến nông.
Giai đoạn 1114 - 1493, Vua Lê Nhân Tông, Lê Thánh Tông đã 17 lần ban Chiếu khuyến nông tạo điều kiện khuyến khích nông dân tăng gia sản xuất. Trong đó có nhiều bản chiếu, chỉ dụ (Chiếu khuyến nông, Chiếu lập đồn điền...) do chính Vua Lê Thánh Tông trực tiếp chấp bút và ban bố.
Năm 1789, Vua Quang Trung ban hành "Chiếu Khuyến nông".

### Nhà Nguyễn
Vua Gia Long đã bắt đầu thi hành các chính sách phát triển nông nghiệp, không bỏ hoang hóa đất đai, nỗ lực tổ chức khai hoang, lập đồn điền để phát triển nghề nông. Ở Nam Bộ, người dân đã tự do đến khẩn hoang với tư cách cá nhân hoặc tập thể dưới sự giúp đỡ của triều đình. Sử sách ghi lại tên tuổi người đã có công trong việc đào kênh, vỡ đất trong thời kỳ đầu là Thoại Ngọc Hầu. Hai vị quan tổ chức khẩn hoang nổi tiếng nhất sau đó là Nguyễn Công Trứ và Nguyễn Tri Phương; trong đó Nguyễn Công Trứ nổi lên vì là tác giả của ba chính sách khẩn hoang lớn: đồn điền, doanh điền và khai khẩn ruộng hoang.
Đồn điền: Chính sách này chủ yếu dựa vào việc mộ dân nghèo (cả người Việt và người Hoa), đi cùng với tội phạm và các binh sĩ để thực hiện việc khai khẩn đất hoang. Trong thời gian khẩn hoang số dân này sẽ được quản lý theo cung cách đồn điền không giống như thôn ấp bình thường; sau một khoảng thời gian từ sáu đến mười năm để cuộc sống ổn định thì sẽ chuyển sang hình thức làng xã, ruộng đất do xã quản lý và nộp thuế. Đồn điền xuất hiện nhiều nhất ở vùng Gia Định. Đợt lập đồn điền lớn nhất do Kinh lược sứ Nam Kì là Nguyễn Tri Phương tổ chức vào năm 1853-1854, lập được 21 cơ, 124 ấp phân phối ở cả sáu tỉnh.
Doanh điền: Đây là hình thức triều đình và nhân dân cùng kết hợp khai hoang, mới ra đời từ thời Nguyễn theo đề xuất của Tham tán quân vụ Bắc thành Nguyễn Công Trứ. Chính sách này nhằm di dân để lập ấp mới, bắt đầu thực hiện từ năm 1828 dưới thời vua Minh Mạng. Triều đình sẽ bỏ vốn ban đầu và cử ra một quan chức sẽ đứng ra chiêu mộ và chỉ đạo dân chúng đưa đi khai hoang theo hai trường hợp: Số dân mộ được là 50 người đủ một lý, người đứng ra mộ sẽ được ban chức lý trưởng; Số dân mộ được là 30 người đủ một ấp, người đứng ra tuyển một sẽ được ban chức ấp trưởng. Thời gian sáu tháng ban đầu, triều đình sẽ cấp cho dân chúng đi khai hoang đầy đủ lương thực và phương tiện sản xuất. Từ tháng thứ bảy thì phải tự lo. Triều đình sẽ miễn thuế cho các ấp và lý mới này 3 năm.
Được sự chuẩn y của Minh Mạng, Nguyễn Công Trứ đã tổ chức nhiều đợt khai hoang lập làng lớn, trong đó lớn nhất là việc thành lập 2 huyện mới: huyện Tiền Hải thuộc tỉnh Thái Bình với 18.970 mẫu và 2350 đinh, huyện Kim Sơn tỉnh Ninh Bình với 14.620 mẫu và 1260 đinh. Cũng từ đây xuất hiện hai hình thức tư điền thế nghiệp và tư điền quân cấp.
Tổng Giao Thủy thuộc Nam Định cũng được thành lập theo hình thức này. Về sau, các quan ở Gia Định gồm Trương Minh Giảng, Cao Hữu Dực, Trần Hoàn, Phạm Hữu Chỉnh và Nguyễn Tri Phương cũng bắt chước thực thi chính sách này trên vùng Gia Định đồng thời với chính sách đồn điền trên một quy mô rất lớn và thu được nhiều thành công và hiệu quả, diện tích ruộng đất đã tăng lên rất nhiều. Diện tích ruộng đất thực trưng tăng lên nhiều: năm 1847 là 4.273.013 mẫu.
Chính sách đồng điền và doanh điền được triều đình kèm theo một loạt luật lệ thưởng phạt phân minh để khai thác triệt để đất đã vỡ hoang và ngăn tình trạng bỏ đất nhưng cũng không dứt hẳn được hiện tượng ruộng hoang.
Thời kỳ này, người nông dân luôn biết tận dụng kinh nghiệm trong việc đồng áng với câu đúc kết chủ đạo của nghề nông: "nhất nước, nhì phân, tam cần, tứ giống". Quy trình sản xuất gồm có: gieo hạt, cày bừa, cấy lúa, làm cỏ, bỏ phân, tát nước... Việc nhân giống được phát huy, người nông dân đã có được 65 giống lúa tẻ và 27 giống lúa nếp, trong đó có những giống ngắn ngày chỉ còn 3-4 tháng (tính từ khi cấy đến khi gặt thì ngắn hơn, chỉ hơn 40 ngày, gọi là lúa câu). Điểm hạn chế là trong khi tạo ra được nhiều giống múa mới cho gạo thơm, dẻo ngon thì người nông dân lại không có biện pháp tăng năng suất lúa. Ngoài lúa, người nông dân còn canh tác thêm nhiều loại cây lương thực như khoai, sắn, ngô, kê, bo bo, đậu... Kinh tế vườn rất phát triển, đặc biệt là ở Nam Bộ. Hàng loạt cây rau, củ, bí bầu, hoa quả được trồng trọt, trong đó có một số giống nhập khẩu như cà phê, nho, hồ tiêu, đậu Hà Lan...
Gia Long và các vị vua kế tục tiếp tục thi hành chính sách phát triển nông nghiệp khá đa dạng, ruộng đất được khai hoang, mở rộng; việc sản xuất lúa gạo ở vùng Gia Định tăng cao. Phương thức sản xuất lúa gạo đại trà, bứt phá khỏi cảnh sản xuất manh mún nhỏ lẻ thì đó là mặt đổi mới cực kỳ tích cực.

## Giai đoạn 1945 - 1993[16]
Từ năm 1945, Đảng, Chính phủ và Hồ Chủ tịch thường xuyên quan tâm chỉ đạo và ban hành nhiều chính sách khuyến nông nhằm khuyến khích phát triển sản xuất nông nghiệp, cải thiện đời sống nông dân.
Tháng 4/1945, Hồ Chủ tịch căn dặn cán bộ: "Các chú ra về phải làm tốt công tác khuyến nông, ra sức phát triển nông nghiệp, chống giặc đói, diệt giặc dốt, thực hiện "Hũ gạo tiết kiệm"".
Nghị định số 41 BKT ngày 15/11/1945 của Bộ Kinh tế Quốc dân quy định một số biện pháp để khuyến khích tận dụng đất đai trồng màu cứu đói. Vì trâu bò bị chết nhiều qua nạn đói và nạn lụt (chỉ riêng trong nạn đói đầu năm 1945, 30 vạn con trâu bò đã bị chết, bằng 2/3 tổng số trâu bò cày kéo thời gian đó) nên sức kéo khan hiếm nghiêm trọng. Để khắc phục khó khăn này, các địa phương phải tổ chức sản xuất các loại nông cụ nhỏ và nhẹ để có thể sử dụng sức người thay cho sức trâu bò; Nhà nước trực tiếp động viên các nhà kỹ nghệ cấp tốc sản xuất thêm nông cụ và bán ủng hộ cho nông dân (bán không lấy lãi, có trường hợp không tính công sản xuất, chỉ tính chi phí nguyên liệu); Hủy bỏ những quy định cũ của Pháp, Nhật cấm buôn bán trâu, bò trong nội địa. Cho tự do buôn bán, vận chuyển trâu, bò trong cả nước.
1950 - 1957, Chính phủ ban hành các chính sách khuyến nông; thực hiện cải cách ruộng đất, tịch thu ruộng đất của thực dân Pháp và Việt gian chia cho nông dân thiếu ruộng; chia lại ruộng đất công một cách công bằng, hợp lý hơn.
Từ 1956 -1958, Chính phủ thực hiện vận công, đổi công, nông dân giúp nhau.
Năm 1960, Miền Nam thành lập Nha Khuyến nông, Miền Bắc thành lập các Hợp tác xã nông nghiệp. Công tác khuyến nông giai đoạn này chủ yếu chuyển giao đến hợp tác xã. Phương pháp khuyến nông chủ yếu là đưa tiến bộ kỹ thuật vào sản xuất, xây dựng các mô hình hợp tác xã tiến bộ.
Năm 1963 - 1973, Bộ Nông nghiệp tổ chức các đoàn cán bộ chỉ đạo sản xuất nông nghiệp hỗ trợ các tỉnh.
Năm 1981, Chỉ thị khoán 100 ra đời. Năm 1988, Nghị quyết 10 ra đời (khoán 10).
Năm 1988, An Giang thành lập Trung tâm Khuyến nông.
Năm 1991, Bắc Thái thành lập Trung tâm Khuyến nông. Tổ chức Khuyến nông Thái Nguyên (trước đây là Khuyến nông Bắc Thái) được thành lập ngày 13/12/1991 do UBND tỉnh Quyết định; là tổ chức khuyến nông đầu tiên của cả nước (Trước khi có nghị định số 13 của CP về khuyến nông);  ra đời nhằm  phục vụ các  chương trình phát triển nông nghiệp của tỉnh. Với cơ chế hoạt động: Lấy nông thôn làm địa bàn –Nông dân là đối tượng – Các ngành nghề trong nông nghiệp là lĩnh vực phát triển- Người nông dân được xác định là trung tâm. Qua hơn 20 năm hoạt động khuyến nông Thái Nguyên không ngừng  phát triển,  ngày càng được tăng cường về lực lượng, cơ sở vật chất;  được  các tổ chức quốc tế CIDSE, SNV  hợp tác và hỗ trợ nâng cao năng lực, phát triển hệ thống khuyến nông từ tỉnh cho đến cấp xã và thôn, bản. Toàn tỉnh hiện có 142 cán bộ khuyến nông, ở cấp tỉnh là Trung tâm Khuyến nông trực thuộc Sở Nông nghiệp & PTNT gồm 24 cán bộ với 3 phòng chuyên môn và 01 trạm chuyên giao TBKT; ở cấp huyện là các Trạm Khuyến nông trực thuộc UBND của 9 huyện, thành, thị có 118 cán bộ. Ở cấp cơ sở xã, phường, thôn, bản tùy điều kiện của các địa phương và từng chương trình nông nghiệp trên địa bàn để bố trí lực lượng cộng tác viên khuyến nông là cán bộ thôn, bản, tổ hợp tác, nhóm sở thích hoặc nông dân đầu mối tham gia hoạt động.
Năm 1992, Bộ Nông nghiệp và PTNT thành lập Ban điều phối Khuyến nông.

## Giai đoạn 1993 - 2004
Ngày 01/3/1993, Chính phủ ban hành Nghị định số 13/NĐ- CP về Khuyến nông, hệ thống khuyến nông chính thức được hình thành và phát triển.
Ở Trung ương, giai đoạn 1993- 2004, Cục Khuyến nông - Khuyến lâm thuộc Bộ Nông nghiệp thực hiện cả hai chức năng quản lý nhà nước về sản xuất nông nghiệp và hoạt động sự nghiệp khuyến nông; Vụ Nghề cá thuộc Bộ Thủy sản cũng thực hiện lẫn nhiệm vụ quản lý nhà nước và công tác khuyến ngư.

## Giai đoạn 2005 - 2010
Năm 2005, Chính phủ ban hành Nghị định số 56/2005/NĐ - CP về Khuyến nông, Khuyến ngư, ở trung ương: Trung tâm Khuyến nông Quốc gia thành lập (tách từ Cục Khuyến nông và Khuyến lâm) trực thuộc Bộ Nông nghiệp và Phát triển nông thôn; Trung tâm Khuyến ngư thuộc Bộ Thủy sản.
Đến năm 2008, khi hợp nhất Bộ Nông nghiệp và PTNT và Bộ Thủy sản, Trung tâm Khuyến nông Quốc gia và Trung tâm Khuyến ngư Quốc gia cũng hợp nhất thành Trung tâm Khuyến nông - Khuyến ngư Quốc gia.

## Hoạt động Khuyến nông ngày nay
Ngày 28/6/2010, Chính phủ ban hành Nghị định số 02/2010/NĐ-CP về Khuyến nông thay Nghị định số 56/2005/NĐ-CP, cơ quan Khuyến nông trung ương chính thức là Trung tâm Khuyến nông Quốc gia thuộc Bộ Nông nghiệp và PTNT. Theo đó, nội dung hoạt động khuyến nông ngày nay như sau:

### Mục tiêu
1. Nâng cao hiệu quả sản xuất kinh doanh của người sản xuất để tăng thu nhập, thoát đói nghèo, làm giàu thông qua các hoạt động đào tạo nông dân về kiến thức, kỹ năng và các hoạt động cung ứng dịch vụ để hỗ trợ nông dân sản xuất kinh doanh đạt hiệu quả cao, thích ứng các điều kiện sinh thái, khí hậu và thị trường.
2. Góp phần chuyển dịch cơ cấu kinh tế nông nghiệp theo hướng phát triển sản xuất hàng hóa, nâng cao năng suất, chất lượng, an toàn vệ sinh thực phẩm đáp ứng nhu cầu trong nước và xuất khẩu; thúc đẩy tiến trình công nghiệp hóa, hiện đại hóa nông nghiệp, nông thôn, xây dựng nông thôn mới, bảo đảm an ninh lương thực quốc gia, ổn định kinh tế - xã hội, bảo vệ môi trường.
3. Huy động nguồn lực từ các tổ chức, cá nhân trong nước và nước ngoài tham gia khuyến nông.

### Nguyên tắc hoạt động
1. Xuất phát từ nhu cầu của nông dân và yêu cầu phát triển nông nghiệp của Nhà nước.
2. Phát huy vai trò chủ động, tích cực và sự tham gia tự nguyện của nông dân trong hoạt động khuyến nông.
3. Liên kết chặt chẽ giữa cơ quan quản lý, cơ sở nghiên cứu khoa học, các doanh nghiệp với nông dân và giữa nông dân với nông dân.
4. Xã hội hóa hoạt động khuyến nông, đa dạng hóa dịch vụ khuyến nông để huy động nguồn lực từ các tổ chức, cá nhân trong nước và nước ngoài tham gia hoạt động khuyến nông.
5. Dân chủ, công khai, có sự giám sát của cộng đồng.
6. Nội dung, phương pháp khuyến nông phù hợp với từng vùng miền, địa bàn và nhóm đối tượng nông dân, cộng đồng dân tộc khác nhau.

### Nội dung hoạt động

#### Đào tạo, tập huấn, bồi dưỡng
Bồi dưỡng, tập huấn cho người sản xuất về chính sách, pháp luật; tập huấn, truyền nghề cho nông dân về kỹ năng sản xuất, tổ chức, quản lý sản xuất kinh doanh trong các lĩnh vực khuyến nông theo quy định tại khoản 1 Điều 1 Nghị định này; tập huấn cho người hoạt động khuyến nông nâng cao trình độ chuyên môn nghiệp vụ.
Hình thức đào tạo: thông qua mô hình trình diễn; Tổ chức các lớp học ngắn hạn gắn lý thuyết với thực hành; Thông qua các phương tiện truyền thông: báo, đài, tờ rơi, tài liệu (sách, đĩa CD-DVD); Qua chương trình đào tạo từ xa trên kênh truyền thanh, truyền hình, xây dựng kênh truyền hình dành riêng cho nông nghiệp, nông dân, nông thôn; ưu tiên là đào tạo nông dân trên truyền hình; Qua trang thông tin điện tử khuyến nông trên internet; Tổ chức khảo sát, học tập trong và ngoài nước.

#### Thông tin tuyên truyền
1. Phổ biến chủ trương, đường lối của Đảng, chính sách, pháp luật của Nhà nước thông qua hệ thống truyền thông đại chúng và các tổ chức chính trị xã hội.
2. Phổ biến tiến bộ khoa học và công nghệ, các điển hình tiên tiến trong sản xuất, kinh doanh thông qua hệ thống truyền thông đại chúng, tạp chí khuyến nông, tài liệu khuyến nông, hội nghị, hội thảo, hội thi, hội chợ, triển lãm, diễn đàn và các hình thức thông tin tuyên truyền khác; xuất bản và phát hành ấn phẩm khuyến nông.
3. Xây dựng và quản lý dữ liệu thông tin của hệ thống thông tin khuyến nông (một mô hình khuyến nông công nghệ cao)

#### Trình diễn và nhân rộng mô hình
1. Xây dựng các mô hình trình diễn về tiến bộ khoa học và công nghệ phù hợp với từng địa phương, nhu cầu của người sản xuất và định hướng của ngành, các mô hình thực hành sản xuất tốt gắn với tiêu thụ sản phẩm.
2. Xây dựng các mô hình ứng dụng công nghệ cao trong nông nghiệp.
3. Xây dựng mô hình tổ chức, quản lý sản xuất, kinh doanh nông nghiệp hiệu quả và bền vững.
4. Chuyển giao kết quả khoa học và công nghệ từ các mô hình trình diễn, điển hình sản xuất tiên tiến ra diện rộng.